# Isabella Biagini

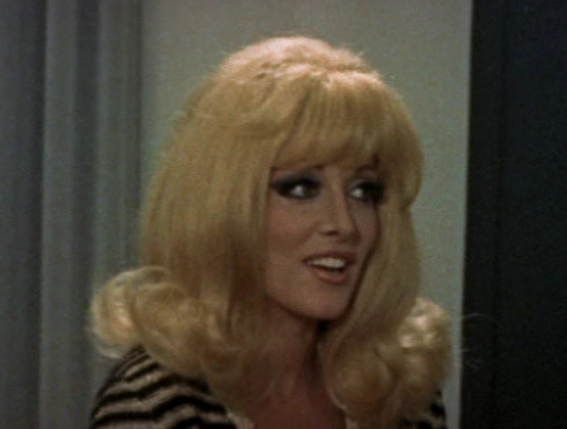
Isabella Biagini Pensando a te (1969)

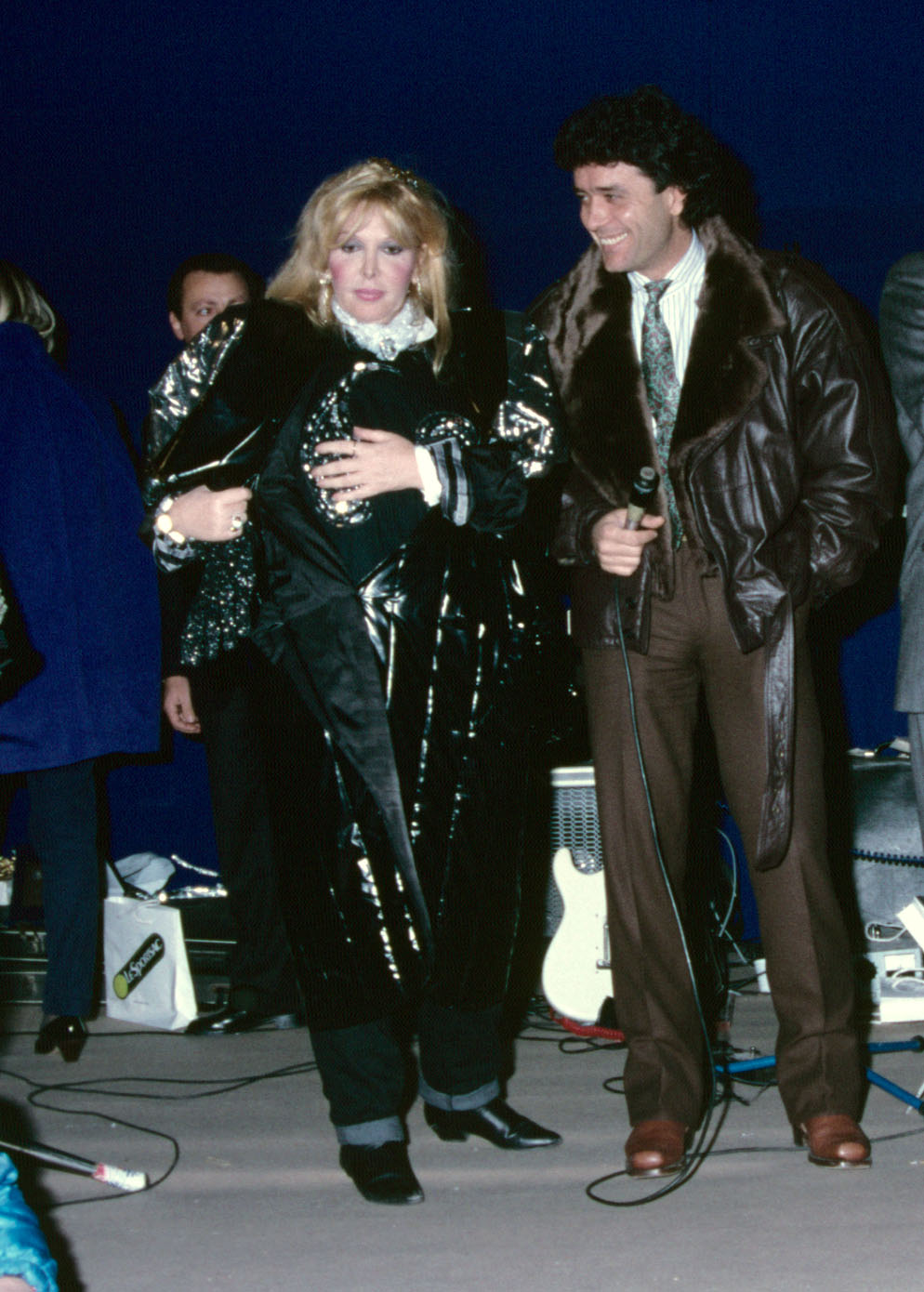
Isabella Biagini és Gianni Nazzaro en un espectacle de 1983

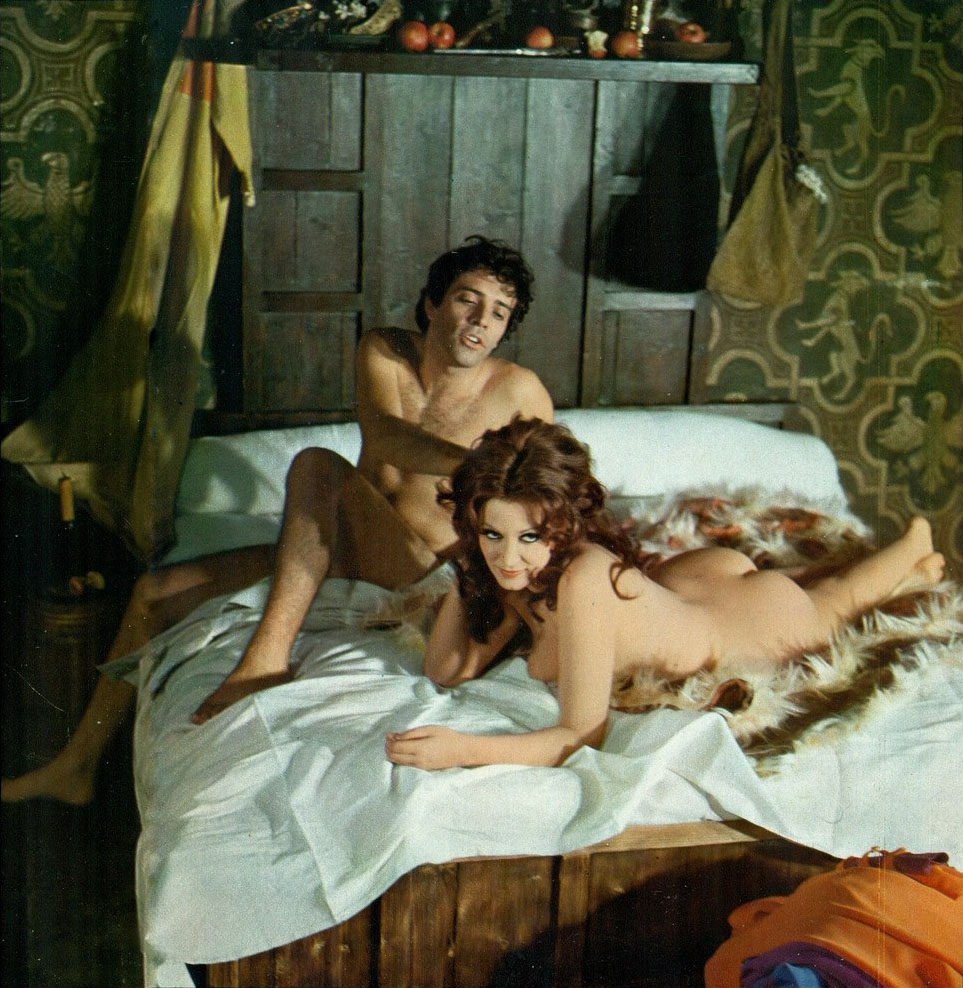
Isabella Biagini i Enrico Montesano a Boccaccio

Isabella Biagini, nascuda Concetta Biagini (Roma, 8 de desembre de 1940 - Roma, 14 d'abril de 2018), va ser una imitadora, showgirl i actriu de cinema italiana.

## Biografia

### Carrera
Quan encara era jove va ser observada pel director Michelangelo Antonioni, que el 1955 li va donar un petit paper a la pel·lícula Le amiche.
El pas a la televisió es va produir amb motiu d'un concurs de locutors en què ella, fent gala d'una "mirada" d'una fatalona atorada, va provocar tanta confusió i hilaritat que de seguida va ser contractada, l'endemà, per a un rol còmic.
Durant els anys 1960 i 1970 Isabella Biagini va protagonitzar nombroses pel·lícules de la commedia sexy italiana, sota la direcció de Luciano Salce, Steno, Mariano Laurenti, Bruno Corbucci, Fernando Di Leo, Joe D'Amato i molts altres, en els quals sovint encarnava l'estereotip de la bella rossa i pits grans, però superficial i ximple.
Paral·lelament va participar per a Rai en diverses varietats televisives, entre elles la comèdia musical Non cantare, spara (1968) amb el Quartetto Cetra, Bambole, non c'è una lira (1977) i C'era una volta Roma (1979), revelant una notable versatilitat i una actitud irònica i irreverent, i distingint-se per l'habilitat en les imitacions, en particular la de Mina. Va formar una associació artística amb Enrico Simonetti, amb qui va dirigir els programes Il signore ha suonato?, del 1966, Lei non si preoccupi del 1967 i Aiuto è vacanza, del 1969 i també va participar en la 22a edició del programa de ràdio Gran varietà el 1971, actuant també en esquetxos còmics.
A mesura que els compromisos laborals es feien cada cop més rars, també per la no sempre fiabilitat professional i el fort humor, la popularitat de l'actriu va patir un declivi que la va limitar al camp del cabaret i la televisió local.
El 1984 va reaparèixer a la televisió estatal, a les emissions Cari amici vicini e lontani amb Renzo Arbore i TV Story amb Walter Chiari. El 1987 Tinto Brass li va donar un paper a la pel·lícula eròtica "Capriccio".
El 1992, la seva decisió de participar al programa Agenzia matrimoniale com a cor solitari va causar sensació: en aquella ocasió l'actriu fou acusada de voler fer publicitat en un moment. de decadència professional.
El 2000 va participar en la seva darrera pel·lícula Il segreto del giaguaro.

### Mort
Afectada per una isquèmia cerebral el novembre de 2017, va morir la matinada del 14 d'abril de 2018 a la clínica "Antea Hospice" de Roma on havia estat hospitalitzada durant un mes per cures pal·liatives. El funeral religiós es va celebrar el 17 d'abril a l'Església dels Artistes a Piazza del Popolo. Isabella Biagini va ser enterrada llavors al Cimitero Flaminio.

## Vida privada
Isabella Biagini va tenir una vida amorosa difícil, marcada pel dolor, per dos matrimonis fracassats (el primer dels quals va néixer la seva filla Mònica, que va morir el 1998) i per relacions turmentoses.
L'any 2016 vivia amb una pensió de 700 euros mensuals, mentre que el gener de 2017 va ser desallotjada per primera vegada (d'una casa que també va resultar danyada per un incendi -segons l'actriu provocat- just el dia abans del desallotjament) i després va ser atropellada per un cotxe mentre intentava agafar el seu gosset, com ella mateixa va informar en un missatge de vídeo al programa Pomeriggio Cinque, conduït per Barbara d'Urso

## Filmografia
- La zia d'America va a sciare, dirigida per Roberto Bianchi Montero (1957)
- Il cocco di mamma, dirigida per Mauro Morassi (1958)
- Serenatella sciuè sciuè, dirigida per Carlo Campogalliani (1958)
- I due mafiosi, dirigida per Giorgio Simonelli (1964)
- Slalom, dirigida per Luciano Salce (1965)
- Amore all'italiana, dirigida per Steno (1966)
- Gli altri, gli altri... e noi, dirigida per Maurizio Arena (1967)
- I 2 vigili, dirigida per Giuseppe Orlandini (1967)
- Pensando a te, dirigida per Aldo Grimaldi (1969)
- Gli infermieri della mutua, dirigida per Giuseppe Orlandini (1969)
- Quelli belli... siamo noi, dirigida per Giorgio Mariuzzo (1970)
- La ragazza del prete, dirigida per Domenico Paolella (1970)
- Mazzabubù... Quante corna stanno quaggiù?, dirigida per Mariano Laurenti (1971)
- Io non vedo, tu non parli, lui non sente, dirigida per Mario Camerini (1971)
- Il clan dei due Borsalini, dirigida per Giuseppe Orlandini (1971)
- Boccaccio, dirigida per Bruno Corbucci (1972)
- Il sindacalista, dirigida per Luciano Salce (1972)
- Il terrore con gli occhi storti, dirigida per Steno (1972)
- Maria Rosa la guardona, dirigida per Marino Girolami (1973)
- Crash! Che botte... Strippo strappo stroppio, dirigida per Bitto Albertini (1973)
- L'erotomane, dirigida per Marco Vicario (1974)
- Paolo il freddo, dirigida per Ciccio Ingrassia (1974)
- Colpo in canna, dirigida per Fernando Di Leo (1975)
- La ragazza dalla pelle di corallo, dirigida per Osvaldo Civirani (1976)
- Gli amici di Nick Hezard, dirigida per Fernando Di Leo (1976)
- Atti impuri all'italiana, dirigida per Oscar Brazzi (1976)
- Stangata in famiglia, dirigida per Franco Nucci (1976)
- Il ginecologo della mutua, dirigida per Joe D'Amato (1977)
- Tutti a squola, dirigida per Pier Francesco Pingitore (1979)
- Ciao marziano, dirigida per Pier Francesco Pingitore (1980)
- La cameriera seduce i villeggianti, dirigida per Aldo Grimaldi (1980)
- "FF.SS." - Cioè: "...che mi hai portato a fare sopra a Posillipo se non mi vuoi più bene?", dirigida per Renzo Arbore (1983)
- Il futuro è donna, non accreditata, dirigida per Marco Ferreri (1984)
- Grandi magazzini, dirigida per Castellano e Pipolo (1986)
- Capriccio, dirigida per Tinto Brass (1987)
- La bruttina stagionata, dirigida per Anna Di Francisca (1996)
- Nostalgia di protezione, cortometraggio, dirigida per Gillo Pontecorvo (1997)
- Il segreto del giaguaro, dirigida per Antonello Fassari (2000)

## Televisió

### Guions
- Le avventure di Laura Storm - sèrie de televisió, 1 episodio (1966)
- Non cantare, spara - film TV (1968)
- Quel negozio di Piazza Navona - minisèrie de televisió, 3 episodi (1969)
- Il sistema Ribadier, di Georges Feydeau i Maurice Hennequin (TV 8 febrer 1974)
- Settimo anno - minisèrie de televisió (1978)
- I ragazzi del muretto - sèrie de televisió, 1 episodi (1996)

### Varietats
- Andiamoci piano (1966)
- Il signore ha suonato? (1966)
- Lei non si preoccupi (1967)
- Aiuto è vacanza (1969)
- La cugina Orietta (1970)
- Sim Salabim Special (1976)
- Bambole, non c'è una lira (1977)
- C'era una volta Roma (1979)
- Biondissimamente tua (1979)
- Cari amici vicini e lontani (1984)
- TV Story (1984)

## Discografia
- 1967 - Mangio la mia mela/Una figlia primitiva (Mustang, CM 30004)